# ドラゴンボールZ たったひとりの最終決戦〜フリーザに挑んだZ戦士 孫悟空の父〜
『ドラゴンボールZ たったひとりの最終決戦〜フリーザに挑んだZ戦士 孫悟空の父〜』（ドラゴンボールゼット たったひとりのさいしゅうけっせん〜フリーザにいどんだゼットせんし カカロットのちち〜）は、フジテレビ系列で1990年10月17日に放送された、東映制作のテレビアニメ『ドラゴンボールZ』のテレビスペシャル。本編の第63話と第64話の間に放送された。

## 解説
孫悟空たちが活躍するよりも前の話を描いた、シリーズ初のスピンオフストーリー。劇場版作品以外のTV放送用特番のアニメ版オリジナルストーリーとして制作された初の作品でもある。『ドラゴンボールZ』本編の第86話や『ドラゴンボール改』の第1話の導入と第42話、劇場版第8作『ドラゴンボールZ とびっきりの最強対最強』冒頭では本作のクライマックスシーンが流用されている。
原作者である鳥山明は本作について、アニメで印象に残っているエピソードで、劇場版・TVスペシャルの中で一番好きな作品と答えており、「僕だったら絶対描かない話。いい意味で違うドラゴンボールを見ている感じがする」と語っている。主人公のバーダックは本作品のオリジナルキャラクターだったが、後に原作漫画におけるフリーザの回想シーンで登場した。これは鳥山が本作を見て感動したというのが理由であり、アニメスタッフには事前に連絡はなかったため、キャラクターデザインを担当した中鶴勝祥は「かなり嬉しかった」と語っている。ただし、後年の鳥山は、自分がバーダックを登場させたことを覚えていなかった。
本作は「悟空のルーツとは何か」「悟空にも父親がいたはず」という点から発想が広がり、放映される形になった。企画当初は劇場用のエピソードとして「悟空対悟空のお父さん」が考えられていたが、タイムトラベルでもしないと戦えないので悟空の父親を描く話になった。隅沢克之は「悟空にとってフリーザと闘うことは、どんな意味があるのか。そんな因果関係を描きたかったんですよ」と述べている。
また、本作で用いられているBGMの「ソリッドステート・スカウター」はアニメシリーズでは本作のみの使用で、戦闘シーンで2度使用された。この曲はイエロー・マジック・オーケストラのアルバム『SOLID STATE SURVIVOR』へのオマージュでもある（イントロ部分のみ『テクノポリス』）。
エンドカードはバーダックが赤子の悟空を抱く描き下ろしの画像が使われたが、映像ソフトには未収録となっている。
2011年には後日談的な外伝作品『ドラゴンボール エピソード オブ バーダック』が発表されている。

## ストーリー
全宇宙一の戦闘民族サイヤ人の住む惑星ベジータで一人の男の子が産声をあげた。その名はカカロット、後に孫悟空となる男の子である。同じその頃、カカロットの父であるサイヤ人戦士バーダックの一味はカナッサ星を攻めていた。大猿と化したバーダックたち5人のサイヤ人によって、カナッサ星は一夜にして陥落した。
翌日、仲間から「息子の誕生祝い」などとからかわれながら休憩を取っていたバーダックに、カナッサ星人最後の生き残りであるトオロが襲い掛かる。トオロは油断していたバーダックに不意打ちを浴びせ、バーダックの仲間たちの攻撃を食らいながらも「お前に未来を予知できる幻の拳を放った。未来を見てせいぜい苦しむがいい」と嘲笑いながら絶命。その直後にバーダックは意識を失ってしまう。
カナッサ星の制圧の報は、それをサイヤ人に命じたフリーザの元へと入る。しかし、名もない下級戦士たちが予定より1ヶ月も早く惑星の制圧を完遂したことで、フリーザの側近ザーボンは、個人では大した強さを持たないが、徒党を組むことでとてつもない力を発揮するサイヤ人たちに対して危機感を抱き始め、フリーザと側近のドドリアの前でそのことを吐露した。
数日後、バーダックの傷はほとんど完治していたが、脳波に異常があると診断された。次の命令は惑星ミートの制圧に決まったが、トーマら仲間たちはバーダックの容態を気遣い、彼を残して出発する。フリーザによってサイヤ人が滅ぼされるという夢を見た後意識を取り戻したバーダックは、仲間に置いていかれたことを知って自分も惑星ミートに向かおうとするが、その途中で保育器の中で寝かされていた自分の息子、すなわちカカロットとの初めての対面を果たす。奇妙な夢との関わりが気になりつつも、息子の戦闘力がたったの2と知り、失望して「クズが」と言い残してその場を去ってしまう。
そしてバーダックは惑星ミートに到着するが、その時既に惑星ミートではドドリアとその部下たちがトーマたちを攻撃した後で、バーダックが到着した頃には仲間はほぼ全滅していた。虫の息であったトーマは、バーダックにフリーザの裏切りを伝えて絶命する。真実を知ったバーダックはトーマの血で真っ赤にそまった布をはちまきとして頭に締め、その場に残っていた敵に戦いに挑む。そしてこれを倒すが、直後に現れたドドリアの攻撃で重傷を負う。
傷つきながらも惑星ベジータへの帰路についたバーダックは、フリーザが惑星ベジータに向かっていることを確認する。今まで自分が見てきた奇妙な夢が、全て真実であったことを悟ったバーダックは、惑星ベジータに到着するとフリーザに立ち向かうために仲間のサイヤ人たちに呼びかけるが、彼らはバーダックの言葉をまるで信じようとはせず、逆に笑いものにされるだけだった。ついにバーダックは一人でフリーザと戦う事を決心。自分自身の運命、惑星ベジータの運命、そしてカカロットの運命、未来を変えるため。たったひとりの最終決戦が始まろうとしていた。

## 登場キャラクター
バーダック
声 - 野沢雅子
ラディッツ、カカロット（孫悟空）兄弟の父。
カカロット（孫悟空）
声 - 野沢雅子
バーダックの第2子。誕生から間もなく潜在能力（戦闘力2）が低いと判定されたために、即座に辺境の惑星（地球）へ制圧の尖兵として送り込まれることになる。バーダックの予知夢では孫悟飯に噛み付いたり寝床や風呂桶を暴れて壊す様子が描かれており、原作においても地球で転落事故に遭うまではサイヤ人らしく凶暴だったと語られているが、本編ラストにおける悟飯に発見され拾われた直後のシーンでは、抱きかかえられ笑顔を見せる様子が描かれている。
トーマ
声 - 曽我部和恭
バーダックチームの一員でサブリーダー。一人称は「俺」。バーダックとは無二の親友であり、荒々しいリーダーのバーダックとは逆に落ち着いた性格。風貌は面長だが比較的男前で、長い後ろ髪を束ねている。被弾した者が白い炎で燃え上がるエネルギー波を使う。惑星ミートの制圧後、ドドリアに瀕死の重傷を負わされ、駆け付けたバーダックにフリーザの裏切りを伝え、仲間を募ってフリーザ打倒を託し、バーダックに看取られながら息を引き取った。バーダックが頭に巻いた赤い布は元々彼が腕に巻いていたもので、白無地であったものが彼の血で赤く染まった。なお、赤い布はバーダックが惑星ベジータと共に消滅した後も残っており、宇宙を漂っていた。
中鶴勝祥が描いたラフデザインの段階では「トマー」という名前であり、髪型はベジータに近いものだった。
セリパ
声 - 三田ゆう子
バーダックチームの紅一点。一人称は「私」。風貌は、ショートカット（ボブ）で切れ長の目つきをしている。カナッサ星制圧直後、バーダックに息子に会うように薦め、バーダックが拒否した際には呆れたような様子を見せた。ドドリアたちとの戦いで戦死。
後年、ゲーム版に登場する場合は、ベジータ王に向かって啖呵を切る、ザーボンを「カマ野郎」と罵るなど、気性の激しさこそあるが、姉御肌的な義理堅さを持つ女性として描かれる。
中鶴勝祥が描いたラフデザインの段階では「コーン」という名前であり、髪型も大きく異なるものだった。
トテッポ
声 - 塩屋浩三
バーダックチームのメンバー。一人称は「俺」。常に食べ物を口にしている巨漢。他のサイヤ人と違って、残忍な笑みは浮かべず、無口。風貌はエラの張った輪郭で、頭頂部が禿げており、額に3本の斜めの傷がある。ドドリアたちとの戦いではボロボロになりながら立ち向かうも、一撃で倒され死亡。
中鶴勝祥が描いたラフデザインの段階では「ジャガ」という名前であり、完全な禿げ頭で本作と違い小柄でずんぐりとした体格であった。
パンブーキン
声 - 渡部猛
バーダックチームのメンバー。一人称は「俺」。小柄の肥満体とは裏腹に素早く動く。5人の中では喧嘩早い気質で、カナッサ星を大猿姿で襲撃した際には頬に掠り傷を負わさせたカナッサ星人を踏み潰し、バーダックに攻撃したトオロを即座に蹴り飛ばしている。自分たちを戦力としてよく使ってくれるフリーザに感謝していたが、ドドリアたちとの戦いで戦死。
中鶴勝祥が描いたラフデザインの段階では「パンプキン」という名前であり、髪型も大きく異なり体格も大柄だった。
ベジータ
声 - 堀川亮
サイヤ人の王子。生まれつき高い戦闘力を誇り、わずか5歳にして強化型の栽培マンを一瞬にして倒した。幾度か惑星に送り込まれ成果を挙げているが、「大した手ごたえはない」と苛立ち、より手強い惑星への派遣をフリーザにねだっている。惑星ベジータの消滅をナッパから聞かされたときも、全く気にかけない酷薄さを見せた（このときのナッパは、ベジータの態度に当惑していた）。
本作の幼年期のデザインはキャラクターデザインの中鶴が担当して、王家の紋章のデザインは演出の橋本が担当した。
ナッパ
声 - 飯塚昭三
ベジータの側近。この時点では頭頂部に頭髪が残っており、体格も若干細身に描かれている。フリーザへ惑星をねだるベジータ王子に頭が上がらない。
惑星ベジータ消滅時には、大きく動揺しながらベジータにそのことを伝えた。
酒場のサイヤ人
酒場にいたサイヤ人たち。フリーザが自分たちを裏切り、惑星ベジータもろとも消滅させようとしていることを伝えに来たバーダックの言葉を真に受けず、「フリーザ様がそんなことをするはずがない」と嘲り笑う。直後に逆上したバーダックに「全員、地獄に落ちろ」と罵倒され見放されるも、「あいつはイカれてる」と本気にせず、結局信頼していたフリーザによって惑星と運命を共にした。

### フリーザ一味
フリーザ
声 - 中尾隆聖
働き者で強力なサイヤ人を気に入ってはいたが、いつまでも命令に従順な種族ではないことや、飛び抜けた戦士が生まれ始めたことなどから不信感を抱き始め、惑星ベジータを消滅させることを画策する。バーダックの迎撃のために船外にいた多くの部下もろとも惑星ベジータを爆発させ、バーダックと惑星ベジータにいたサイヤ人全員の殺害に成功している。その直後、宇宙船内のザーボンとドドリアが呆然としている前で狂喜していた。
『ドラゴンボールZ カカロット』のDLC「-BARDOCK- たったひとりの最終決戦」では、たった一人で抵抗を続けるバーダックに敬意を表する形で戦いを挑んでくる展開になっている。しかしバトルとして勝利してもやはりバーダックの戦闘力で敵う相手ではなく、最後は原作同様にバーダックを惑星ベジータごと消し飛ばした。
ザーボン
声 - 速水奨
フリーザの側近。予定より1週間早く惑星カナッサを制圧したのがサイヤ人の下級戦士だったと知り、徒党を組まれたら目障りになると危惧した。
ドドリア
声 - 堀之紀
フリーザの側近。フリーザの命令を受け、4人の部下とともにミート星を侵略していたトーマたちを殺害する。連れていた部下4人を一掃したバーダックにも重傷を負わせるが、ザーボンの通信による帰還命令を受け、彼の死亡を確認せずにミート星から飛び去った。
『ドラゴンボールZ カカロット』のDLC「-BARDOCK- たったひとりの最終決戦」では、宇宙での戦いにてバーダックの前に立ち塞がり、再戦する。その予想外の強さに驚いていたが、フリーザが現れたことで引き下がった。
ドドリアの部下
ドドリアが連れていた部下たち。赤い肌と2本の角が生えた長髪の兵士、本編に登場するアプールと同族の兵士、覆面を被ったような顔の兵士、丸々とした体つきの兵士の4人。全員スカウターを装備している。他のフリーザ軍の一般兵士と比べて戦闘力は並外れて高く、トーマらサイヤ人を倒すが、バーダックによって全滅させられる。
終盤、バーダックに襲い掛かる多数のフリーザ軍兵士の中にも色違いの兵士が登場している。その中で最後までバーダックを抑えていた兵士2人はゲームで使用できる。その内の1人、ヒゲを生やした髪が薄紫色の兵士は『ドラゴンボールZ Sparking! NEO』（Wii版）と『ドラゴンボールZ Sparking! METEOR』でフリーザ軍兵士1Pカラーとして、『ドラゴンボール タッグバーサス』と『ドラゴンボールZ BATTLE OF Z』でフリーザ軍兵士として登場。もう片方の覆面兵士は、上記の『Sparking!』シリーズのフリーザ軍兵士2Pカラーで登場している。ドドリアが連れていた兵士は黄土色の覆面、バーダックを抑えていた兵士は濃い橙色の覆面である。
医師
バーダックを治療した惑星ベジータの医師たち。1人は人間に近く、もう1人は本編にてベジータを治療した際に登場したドクターと同族。生まれたばかりのカカロットの養育係も兼任していた。

### その他のキャラクター
トオロ
声 - 銀河万丈
バーダックたちに滅ぼされたカナッサ星人の生き残り。一人称は「儂」。最後の力を振り絞り、バーダックに不意打ちで未来を予知する拳を浴びせて呪われた未来を見せようとする。サイヤ人たちは自分の一族と同じように、滅び去る運命にあるとして嘲笑い、直後にバーダックによって倒された。
トーマいわく、カナッサ星は超能力を得られるエネルギーがある惑星として知られていた。
孫悟飯
声 - あずさ欣平
地球に送り込まれた、尾の生えた赤ん坊（カカロット）を拾った老人。赤ん坊は彼によって「孫悟空」の名を与えられる。ラストシーンのみに登場。

## スタッフ
- 企画 - 森下孝三（東映動画）、清水賢治（フジテレビ）
- 原作 - 鳥山明
- 製作担当 - 鳥本武
- シリーズ構成 - 小山高生
- 脚本 - 小山高生、隅沢克之
- 音楽 - 菊池俊輔
- シリーズディレクター - 西尾大介
- キャラクターデザイン - 前田実、中鶴勝祥
- 作画監督 - 中鶴勝祥
- 美術設定 - 池田祐二、吉田智子
- 美術監督 - 吉田智子
- 演出 - 橋本光夫
- 作画監督補佐- 佐藤正樹
- 原画 - 江口寿志、宮原直樹、山室直儀、海老沢幸男、井上栄作 他
- 動画 - 館直樹 他
- 検査 - 沢田豊二
- 特殊効果 - 平尾千秋
- オーディオディレクター - 小松亘弘
- 録音 - 二宮健治
- 編集 - 福光伸一
- 音響効果 - 新井秀徳
- 選曲 - 宮下滋
- 演出助手 - 藤瀬順一
- 記録 - 樋口裕子
- 仕上進行 - 植木知子
- 美術進行 - 中村実
- 製作進行 - 末永雄一、柳義明
- 広報 - 重岡由美子（フジテレビ）
- 録音スタジオ - タバック
- 現像 - 東映化学
- 制作 - フジテレビ、東映

## 主題歌
オープニングテーマ - 『CHA-LA HEAD-CHA-LA』
作詞 - 森雪之丞 / 作曲 - 清岡千穂 / 編曲 - 山本健司 / 歌 - 影山ヒロノブ
エンディングテーマ - 『光の旅』
作詞 - 佐藤大 / 作曲 - 清岡千穂 / 編曲 - 山本健司 / 歌 - 影山ヒロノブ、KUKO
挿入曲 - 『ソリッドステート・スカウター』
作曲・編曲 - 岩崎文紀 / VOICE - TOKIO / 演奏 - Dragon Magic Orchestra

## 映像ソフト
- DRAGON BALL Z DVD BOX DRAGON BOX VOL.1

2003年3月19日にポニーキャニオンより発売。映像特典として収録。
- DRAGONBALLZ SPECIAL SELECTION DVD

2011年8月5日に集英社より書籍扱いで発売。テレビスペシャル第2作目『ドラゴンボールZ 絶望への反抗!!残された超戦士・悟飯とトランクス』と共に収録された。
日本国外では古くからVHSバージョンが発売されており、DVDの登場で複数の音声の収録が可能になり日本語の音声を収録したDVDが発売された。現在はBlu-ray Discのものも発売されている。

## 関連書籍
- ジャンプ・アニメ・コミックス ドラゴンボールZテレビスペシャル たったひとりの最終決戦〜フリーザに挑んだZ戦士 孫悟空の父〜 - 集英社、1993年1月12日、ISBN 4-8342-1183-5